# 小行星24162
小行星24162（24162 Askaci）是一颗绕太阳运转的小行星，为主小行星带小行星。该小行星于1999年11月17日发现。

## 轨道参数
小行星24162的轨道半长轴为2.7811522 UA，离心率为0.019。